# Bakaran Batu (Batang Kuis)
Bakaran Batu is een bestuurslaag in het regentschap Deli Serdang van de provincie Noord-Sumatra, Indonesië. Bakaran Batu telt 2185 inwoners (volkstelling 2010).